# Петрівська сільська рада (Генічеський район)
Петрі́вська сільська́ ра́да — адміністративно-територіальна одиниця та орган місцевого самоврядування в Генічеському районі Херсонської області. Адміністративний центр — село Петрівка.

## Загальні відомості
Петрівська сільська рада утворена в 1921 році.
05.02.1965 Указом Президії Верховної Ради Української РСР передано Петрівську сільраду Іванівського району до складу Генічеського району.
- Територія ради: 129,019 км²
- Населення ради: 2 030 осіб (станом на 2001 рік)

## Населені пункти
Сільській раді підпорядковані населені пункти:
- с. Петрівка

## Склад ради
Рада складається з 16 депутатів та голови.
- Голова ради:
- Секретар ради: Артеха Інна Леонідівна

### Керівний склад попередніх скликань
| Прізвище, ім'я, по батькові | Основні відомості                                            | Дата обрання | Дата звільнення |
| --------------------------- | ------------------------------------------------------------ | ------------ | --------------- |
| Набока Наталя Дмитрівна     | Сільський голова, 1951 року народження, член Партії регіонів | 26.03.2006   | 31.10.2010      |

Примітка: таблиця складена за даними сайту Верховної Ради України

### Депутати
За результатами місцевих виборів 2010 року депутатами ради стали:

#### За суб'єктами висування
| Суб'єкт висування                                       | Кількість обраних депутатів | %    |
| ------------------------------------------------------- | --------------------------- | ---- |
| Партія регіонів                                         | 12                          | 75   |
| Комуністична партія України                             | 2                           | 12,5 |
| Політична партія Всеукраїнське об'єднання «Батьківщина» | 2                           | 12,5 |

#### За округами
| № округу                                                | Прізвище, ім'я, по батькові      | Дата визнання обраним | Освіта             | Партійна приналежність                        | Відомості про обраного депутата                                |
| ------------------------------------------------------- | -------------------------------- | --------------------- | ------------------ | --------------------------------------------- | -------------------------------------------------------------- |
| Комуністична партія України                             |                                  |                       |                    |                                               |                                                                |
| 8                                                       | Черкашин Олексій Абрамович       | 03.11.2010            | вища               | член Комуністичної партії України             | Господарство «Время», головний агроном                         |
| 10                                                      | Ємельянов Анатолій Володимирович | 03.11.2010            | середня            | член Комуністичної партії України             | Господарство «Время», головний інженер                         |
| Партія регіонів                                         |                                  |                       |                    |                                               |                                                                |
| 1                                                       | Гутовський Володимир Васильович  | 03.11.2010            | вища               | член Партії регіонів                          | Генічеське управління водного господарства, машиніст           |
| 2                                                       | Перевєрзева Олена Юріївна        | 03.11.2010            | середня            | член Партії регіонів                          | тимчасово не працює                                            |
| 3                                                       | Кубаш Олексій Іванович           | 03.11.2010            | середня            | член Партії регіонів                          | «Альфафарм», охоронець                                         |
| 4                                                       | Котлюба Ольга Володимирівна      | 03.11.2010            | вища               | член Партії регіонів                          | Петрівська амбулаторія, лікар                                  |
| 5                                                       | Гаврилов Олександр Дмитрович     | 03.11.2010            | середня            | член Партії регіонів                          | пенсіонер                                                      |
| 6                                                       | Артеха Інна Леонідівна           | 03.11.2010            | середня спеціальна | позапартійна                                  | Петрівська сільська рада, секретар                             |
| 9                                                       | Алекса Вікторія Вікторівна       | 03.11.2010            | вища               | член Партії регіонів                          | Петрівська загальноосвітня школа, вчитель                      |
| 12                                                      | Абрамова Інна Анатоліївна        | 03.11.2010            | середня            | член Партії регіонів                          | Петрівська сільська рада, іпспектор військово-облікового столу |
| 13                                                      | Поліщук Ольга Володимирівна      | 03.11.2010            | середня            | член Партії регіонів                          | Генічеська аптека № 42, аптекар                                |
| 14                                                      | Каверзіна Лідія Євгенівна        | 03.11.2010            | середня            | член Партії регіонів                          | тимчасово не працює                                            |
| 15                                                      | Ріжок Юрій Володимирович         | 03.11.2010            | середня            | член Партії регіонів                          | Пункт охорони, інспектор                                       |
| 16                                                      | Бородін Микола Федорович         | 03.11.2010            | середня            | член Партії регіонів                          | Господарство «Время», оператор ДМ                              |
| Політична партія Всеукраїнське об'єднання «Батьківщина» |                                  |                       |                    |                                               |                                                                |
| 7                                                       | Шостак Олег Степанович           | 03.11.2010            | середня            | член Всеукраїнського об'єднання «Батьківщина» | Генічеське управління водного господарства, машиніст           |
| 11                                                      | Андріяшина Віра Микитівна        | 03.11.2010            | вища               | член Всеукраїнського об'єднання «Батьківщина» | пенсіонер                                                      |